# Max-Morlock-Stadion
Max-Morlock-Stadion (tidligere Grundig Stadion, Stadion Nürnberg) er et fodboldstadion i den tyske by Nürnberg, hvor det er hjemmebane for 1. FC Nürnberg. Stadion hed oprindeligt Frankenstadion, men blev omdøbt i marts 2006 på grund af en sponsoraftale. Stadionet har en kapacitet på 48.000 og var under VM i fodbold 2006 vært for fire gruppekampe samt ottendedelsfinalen Portugal-Holland.

## Historie
Under det oprindelige navn, Frankenstadion, blev stadion fra 1933 benyttet af Nazisterne som marchområde og øvebane for Hitlerjugend. De 4. Tyske Kamp-Lege (4th Deutsche Kampfspiele), et af de største arrangementer i den nazistiske ungdomsorganisation, fandt sted på dette stadion i dagene 23. – 29. juli 1934.
Fra 1963 og frem er det store stadion ombygget adskillige gange for at tilgodese kravene til et stadion i Bundesligaen.
| Sport | Spire Denne artikel om sport er en spire som bør udbygges. Du er velkommen til at hjælpe Wikipedia ved at udvide den. |

- Wikimedia Commons har flere filer relateret til Max-Morlock-Stadion

49°25′35″N 11°07′33″Ø / 49.42639°N 11.12583°Ø